# 형식과학
형식과학(形式科學, 영어: formal science)은 독일의 심리학자 빌헬름 분트가 제안한 과학의 분류에서 경험과학에 대비되는 말이다. 논리학, 수학, 통계학, 이론 컴퓨터 과학, 인공지능, 정보이론, 게임 이론, 시스템 이론, 결정 이론 및 이론 언어학과 같은 분야를 형식 과학으로 분류한다. 자연과학과 사회과학은 경험적 방법을 사용하여 각각 물리적 시스템과 사회 시스템을 특성화하려고 하는 반면, 형식과학은 상징적 시스템으로 설명되는 추상 구조를 특성화하는 것과 관련된 분야이다.
형식 과학은 경험적 사실이나 경험적 개념을 대상으로 하지 않는 과학이다. 그러나 이러한 과학의 분류 방식 자체가 임마누엘 칸트의 비판주의의 입장에 서 있다. 따라서 오늘날에는 고전적인 분류로 보며 만족스러운 분류라고는 할 수 없다.가장 유명한 백과사전 중 하나인 브리태니커 백과사전이나 스탠포드 철학 백과사전 등에는 아예 formal science(형식과학)이라는 항목이 존재하지 않는다.

## 같이 보기
- 사회과학
- 자연과학

1. ↑  https://www.doopedia.co.kr/mo/doopedia/master/master.do?_method=view2&MAS_IDX=101013000707203
2. ↑  https://www.doopedia.co.kr/mo/doopedia/master/master.do?_method=view2&MAS_IDX=101013000707203
3. ↑  https://www.doopedia.co.kr/mo/doopedia/master/master.do?_method=view2&MAS_IDX=101013000693974